# Sekhem...ra
Sechem...ra (fl. XVIII-XVII secolo a.C.) è stato un sovrano egizio, inquadrato nella XIV dinastia, di cui si conosce solo tale parte del suo nome.

## Liste Reali
| N5 | S42 | G17 | HASH |

| N5 | S42 | G17 | HASH |

| N5 | S42 | G17 | HASH |

| N5 | S42 | G17 | HASH |

| N5 | S42 | G17 | HASH |

| N5 | S42 | G17 | HASH |

| N5 | S42 | G17 | HASH |

| N5 | S42 | G17 | HASH |

## Biografia
Questo sovrano, come molti altri della stessa dinastia, è conosciuto solamente attraverso il Canone Reale

## Cronologia
| Periodo                    | Dinastia | periodo di regno                |
| Secondo periodo intermedio | XIV      | tra il 1720 a.C. e il 1630 a.C. |

| predecessore: Nefertemra | Signore del Basso e dell'Alto Egitto | successore: Kakemutra |

| Dinastie contemporanee | Capitale |
| XIII                   | Ity Tawy |